# Sesam (sökmotor)
Sesam var en sökmotor som ingick i den norska mediekoncernen Schibsted. Den lanserades på norska i november 2005 och på svenska i november 2006 av Schibsted Sök AB. Söktjänsterna från sesam.se omfattade webbsök, bildsök, nyhetssök och videosök. Sesam utvecklades tillsammans med Fast Search & Transfer (FAST).
- Den 30 mars 2009 lades norska delen av Sesam ner, och alla anställda sades upp.[1]
- Den 17 juni 2009 lades även den svenska delen av Sesam ned. [2]